# Champagny (Costa d'Or)
Champagny és un municipi francès, situat al departament de la Costa d'Or i a la regió de Borgonya - Franc Comtat. L'any 2007 tenia 39 habitants.

## Demografia

### Població
El 2007 la població de fet de Champagny era de 39 persones. Hi havia 16 famílies, de les quals 8 eren parelles sense fills, 4 parelles amb fills i 4 famílies monoparentals amb fills.
La població ha evolucionat segons el següent gràfic:
Habitants censats

### Habitatges
El 2007 hi havia 19 habitatges, 14 eren l'habitatge principal de la família, 1 era una segona residència i 4 estaven desocupats. Tots els 19 habitatges eren cases. Dels 14 habitatges principals, 11 estaven ocupats pels seus propietaris, 2 estaven llogats i ocupats pels llogaters i 1 estava cedit a títol gratuït; 1 tenia dues cambres, 1 en tenia tres, 8 en tenien quatre i 4 en tenien cinc o més. 14 habitatges disposaven pel capbaix d'una plaça de pàrquing. A 6 habitatges hi havia un automòbil i a 8 n'hi havia dos o més.

### Piràmide de població
La piràmide de població per edats i sexe el 2009 era:
| Homes | Edats   | Dones |
| ----- | ------- | ----- |
| 0     | 95 o +  | 0     |
| 0     | 90 a 94 | 0     |
| 0     | 85 a 89 | 0     |
| 0     | 80 a 84 | 0     |
| 0     | 75 a 79 | 0     |
| 0     | 70 a 74 | 0     |
| 0     | 65 a 69 | 0     |
| 0     | 60 a 64 | 0     |
| 4     | 55 a 59 | 0     |
| 0     | 50 a 54 | 4     |
| 0     | 45 a 49 | 4     |
| 0     | 40 a 44 | 0     |
| 0     | 35 a 39 | 0     |
| 4     | 30 a 34 | 0     |
| 0     | 25 a 29 | 8     |
| 0     | 20 a 24 | 0     |
| 4     | 15 a 19 | 0     |
| 0     | 10 a 14 | 0     |
| 0     | 5 a 9   | 0     |
| 0     | 0 a 4   | 4     |

## Economia
El 2007 la població en edat de treballar era de 27 persones, 22 eren actives i 5 eren inactives. De les 22 persones actives 20 estaven ocupades (11 homes i 9 dones) i 2 estaven aturades (1 home i 1 dona). De les 5 persones inactives 1 estava jubilada, 3 estaven estudiant i 1 estava classificada com a «altres inactius».
Activitats econòmiques
L'únic establiment que hi havia el 2007 era d'una empresa de serveis.
L'únic servei als particulars que hi havia el 2009 era un veterinari.
L'any 2000 a Champagny hi havia 5 explotacions agrícoles.

## Poblacions més properes
El següent diagrama mostra les poblacions més properes.